# مسجد موتي بالقلعة الحمراء
مسجد موتي بالقلعة الحمراء هو مسجد الرخام الأبيض يقع داخل مجمع القلعة الحمراء في دلهي عاصمة الهند، وموتي تعني اللؤلؤ، ويقع المسجد من القلعة الحمراء إلى الغرب من الحمام وعلى مقربة من ديوان أي خاس، وقد بني من قبل الإمبراطور المغولي أورنجزيب في الفترة بين أعوام (1659 - 1660).

## التاريخ
بني المسجد من قبل الإمبراطور المغولي أورنجزيب في مجمع الحصن الأحمر أو القلعة الحمراء في العاصمة دلهي عاصمة الهند في الفترة من 1659 - 1660 لاستخدامه الشخصي، وقد استخدم المسجد أيضا من سيدات التي يعشن في القلعة، وبلغت تكلفة تشييد المسجد 160,000 روبية.
قاعة الصلاة تتكون من ثلاثة أقواس ويؤدي اليها ممرين، ويعلوها ثلاث قباب بصلية الشكل والتي كانت مغطاة أصلا في النحاس المطلي بالذهب، وربما فقد النحاس المطلي بالذهب بعد التمرد الهندي عام 1857 , وتتماثل الجدران الخارجية في الشكل مع الجدران الخارجية للقلعة، في حين أن الجدران الداخلية هي في اتجاه مختلف لتتلائم مع موقع واتجاه مكة، أما الباب الشرقي فهو مدعم بأوراق مطليه بالنحاس.
يكتسي المسجد باللون الأبيض من الخارج، أما الفناء الداخلي فهو من الرخام الأبيض وهو عبارة عن قاعة للصلاة، وأرضية الفناء مدعمة بخطوط عريضة من قطع السجاد الصغير للصلاة عليها ومن تحت السجاء يوجد الرخام الأسود، وفي منتصف الفناء نوجد نافورة صغيرة مربعة الشكل خصصت للوضوء، يبلغ مساحة الفناء 40 قدم طوليا و35 قدم عرضيا، وشيد مسجد صغير آخر بنفس الاسم مسجد موتي خاصة لاداء الصلاة من قبل ابن الإمبراطور أورنجزيب، والإمبراطور المغولي بهادور شاه الأول (1707 - 1712).

## معرض الصور

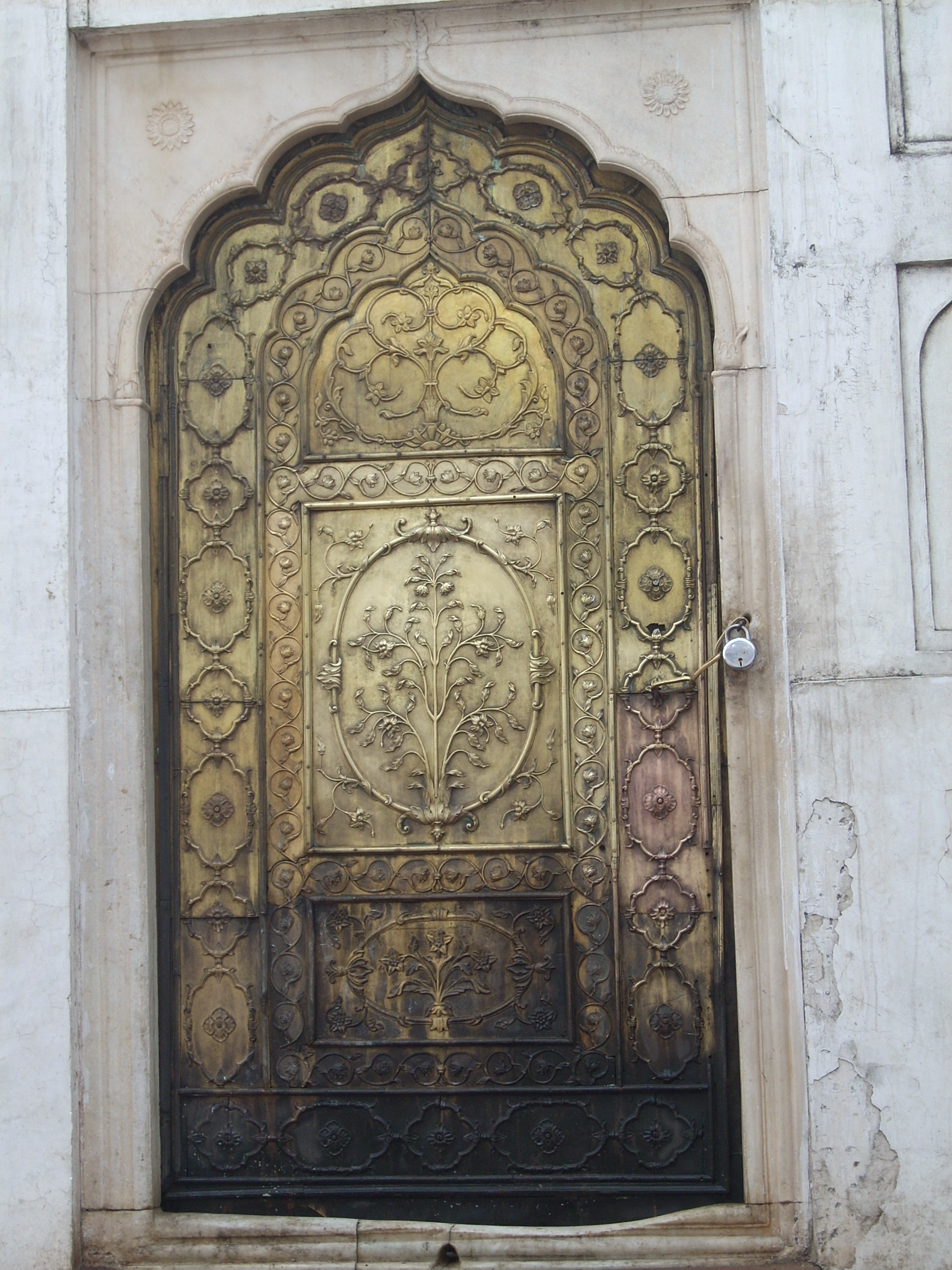
الباب الرئيسي البرونزي مع زخارف نباتية
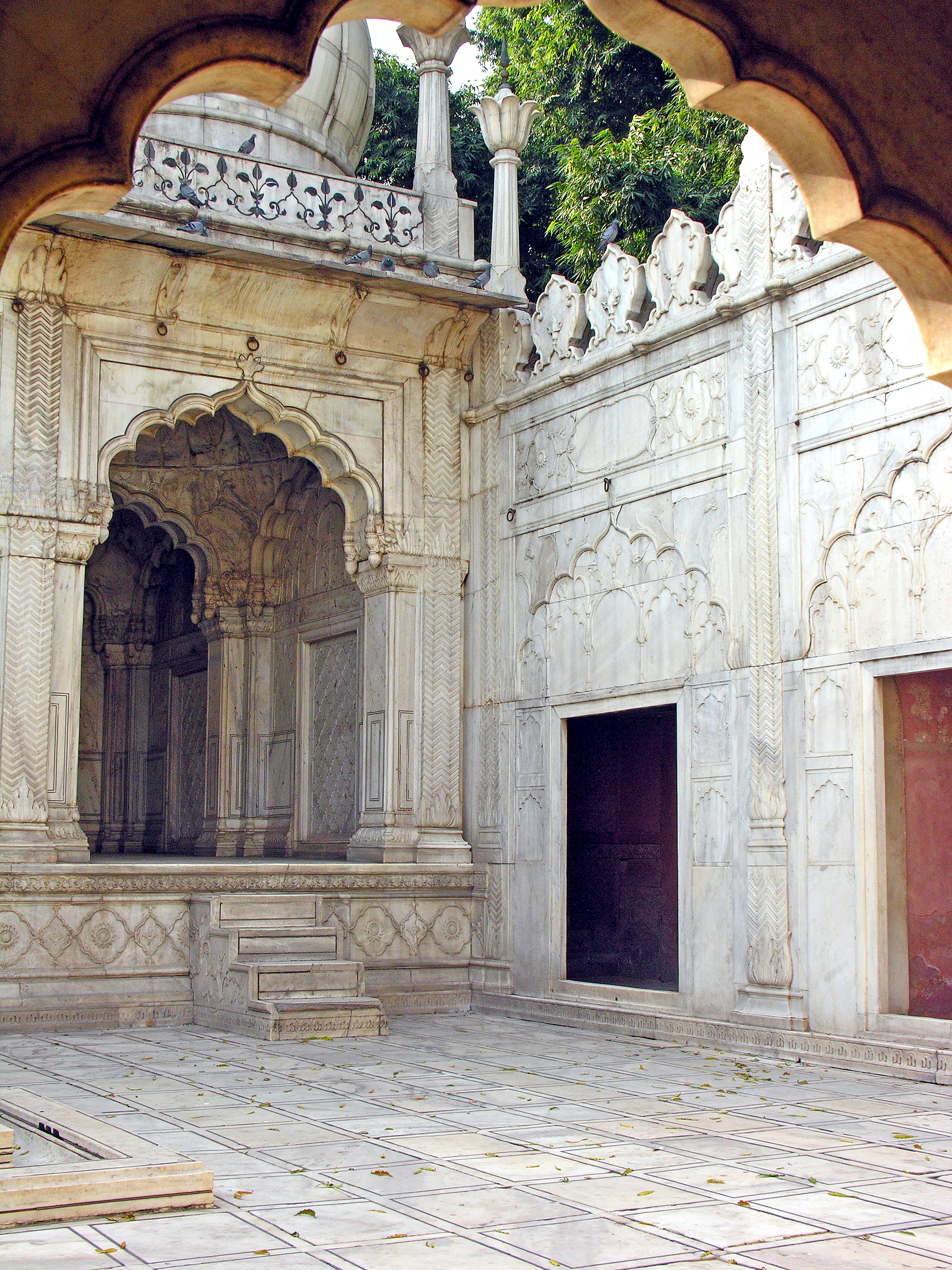
داخل المسجد
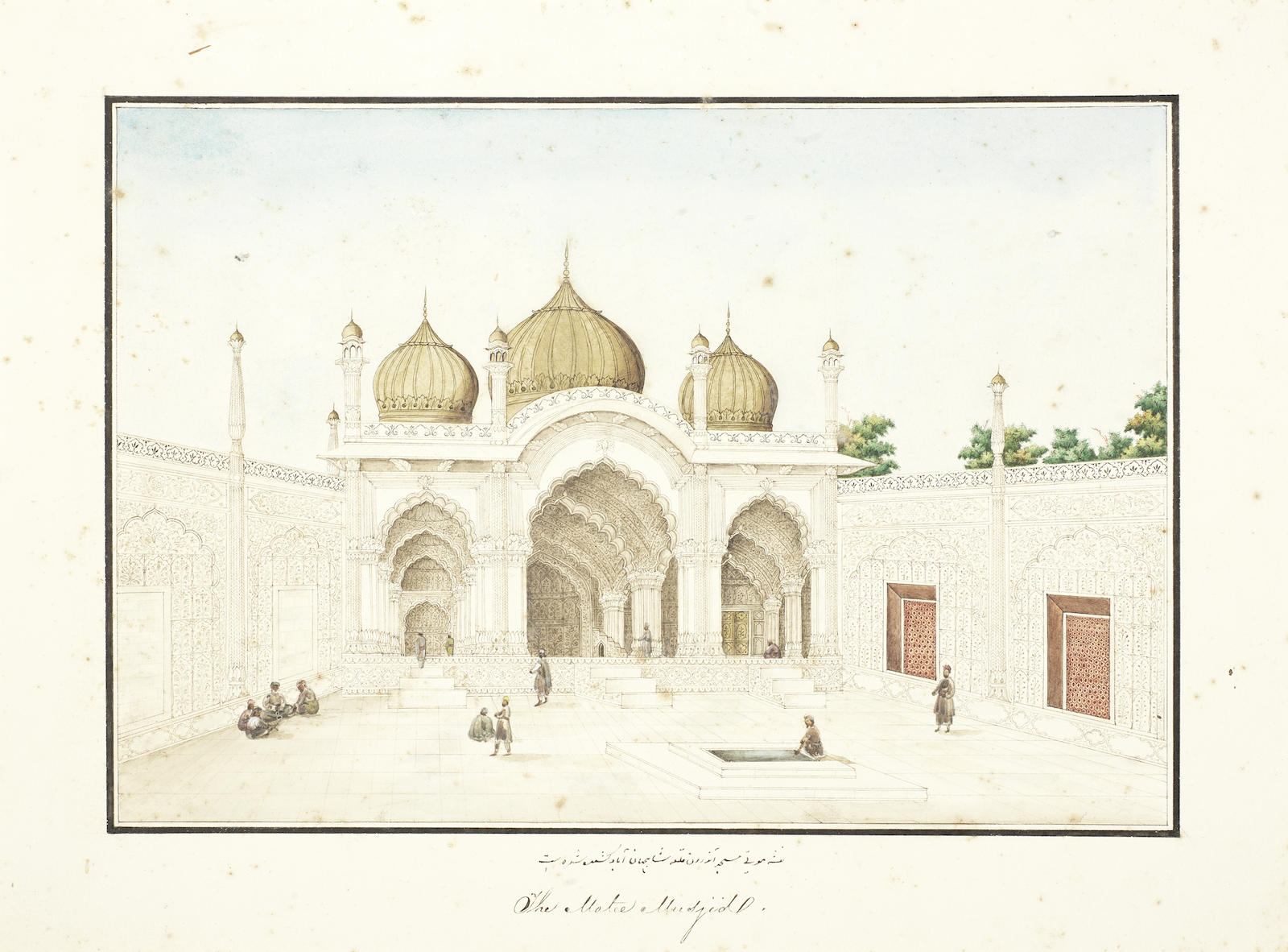
لوحة للمسجد رسمت في عام 1850 على يد الرسام غلام علي خان
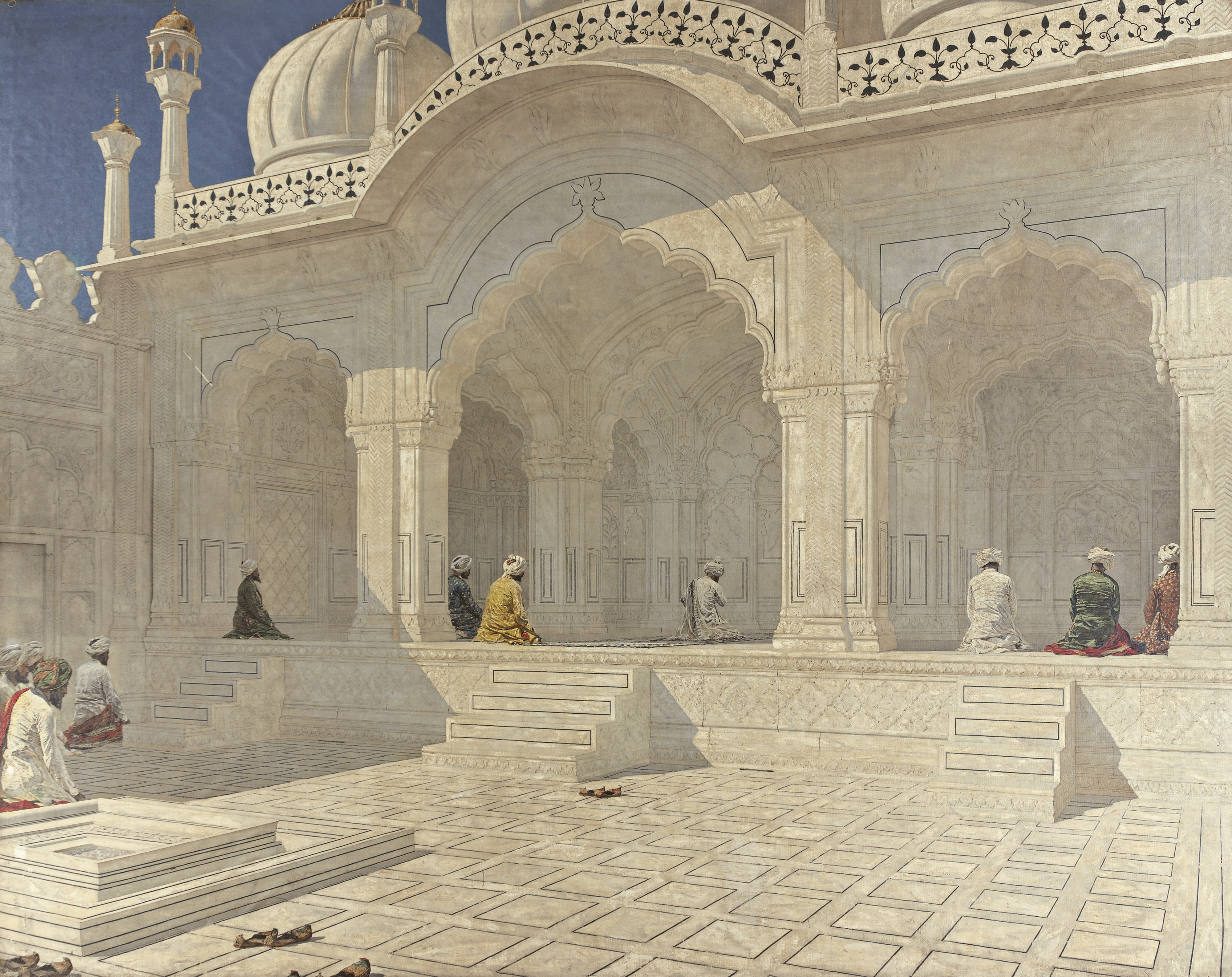
لوحة للمسجد رسمت في أواخر العام 1880 على يد الرسام فاسيلي فرشيقين
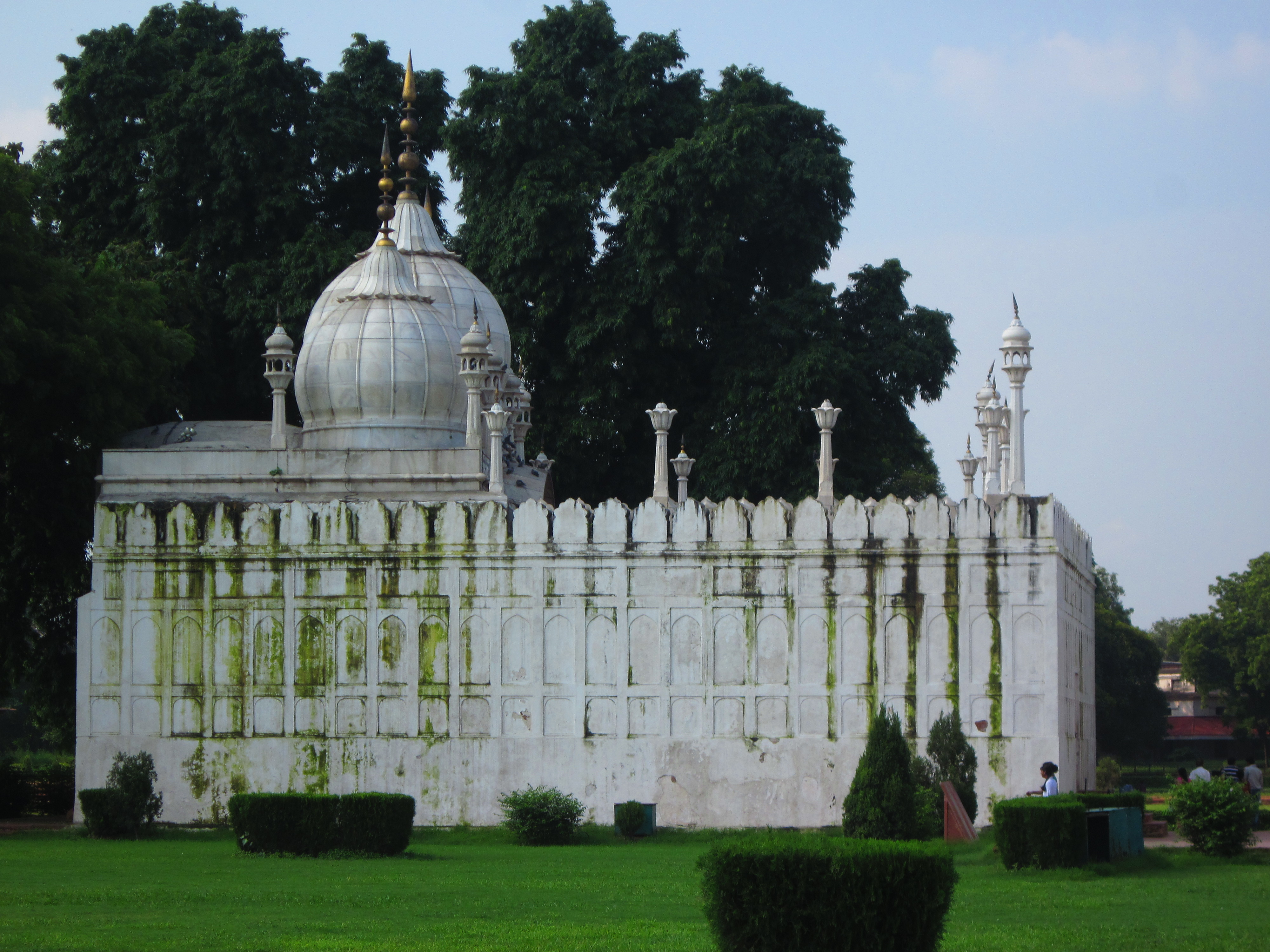
مسجد موتي من الخارج
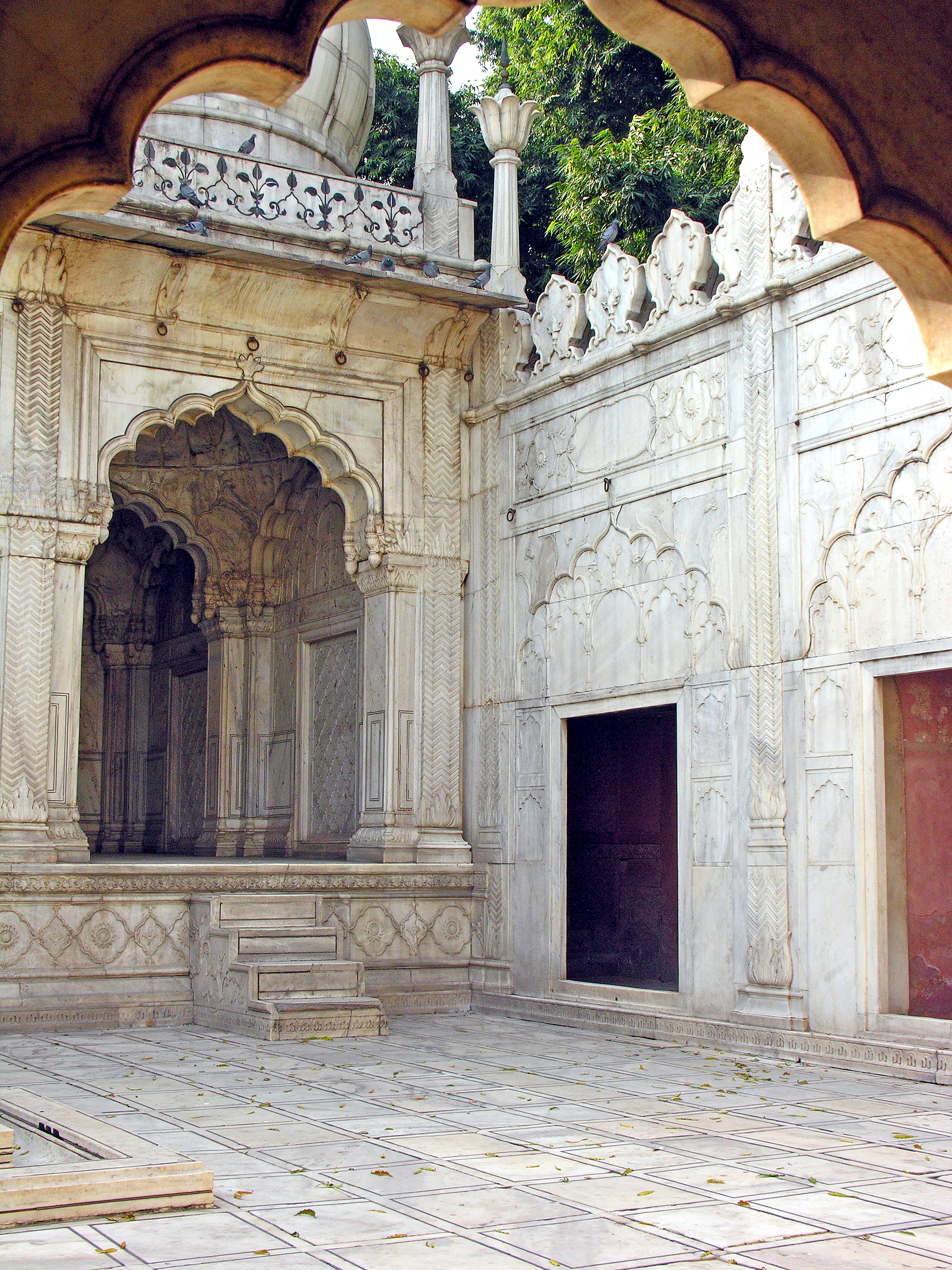
أحد مداخل المسجد ويظهر فيه القوس والأعمدة